# القوات العسكرية لسلالة تشينغ

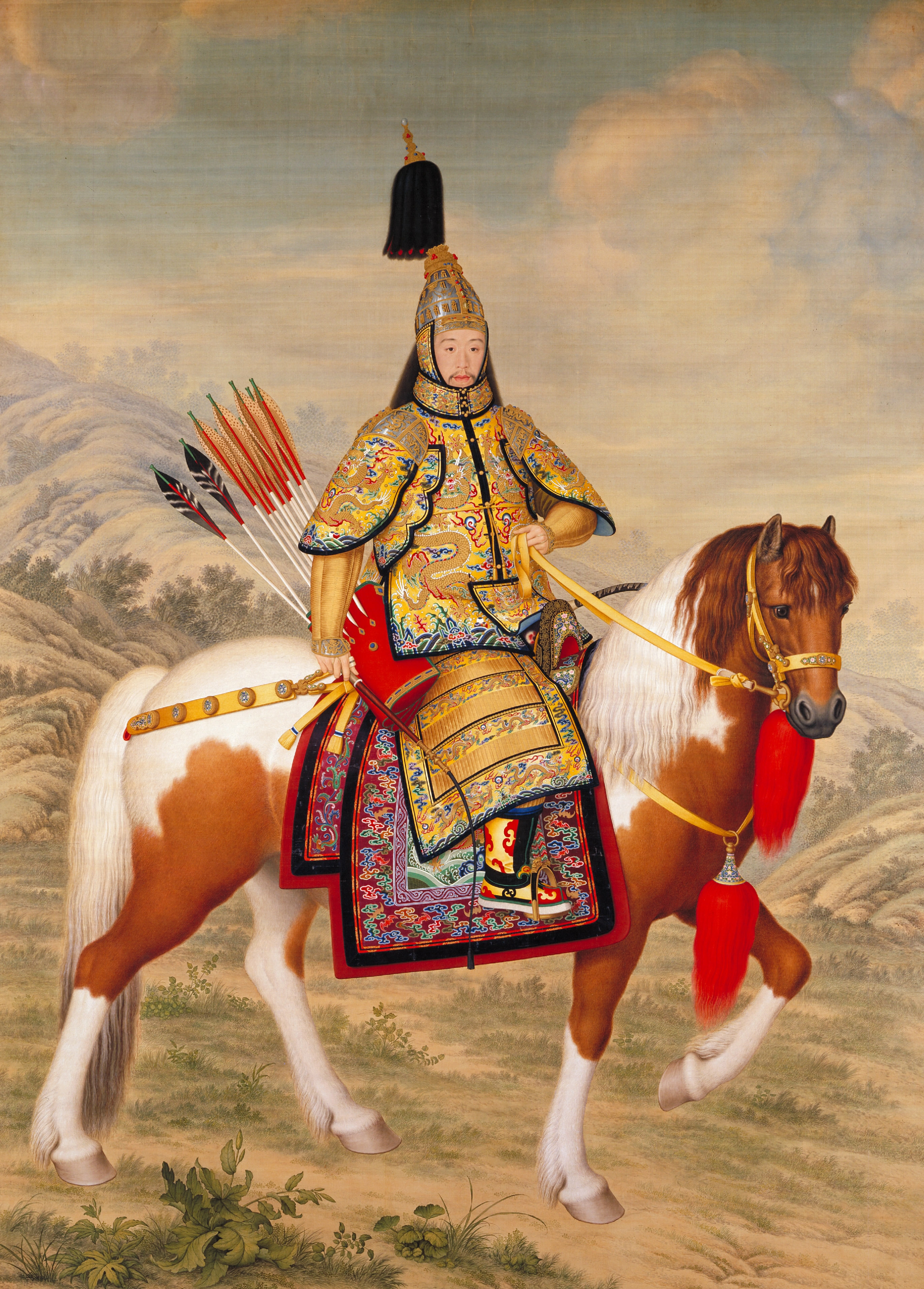
الإمبراطور تشيان لونغ مرتديًا الدرع الاحتفالية على ظهر الحصان، من قبل جوزيبيه كاستيليوني.

تأسست سلالة تشينغ الحاكمة (1636-1912) عبر الغزوات وصانت نفسها بالقوة المسلحة. تولى الأباطرة المؤسسون شخصيًا مهمة تنظيم الجيوش وقيادتها، وكان استمرار الشرعية الثقافية والسياسية للسلالة رهنًا بقدرة السلالة على الدفاع عن البلد من الغزو وتوسيع أرضها. وبالتالي فإن المؤسسات العسكرية والقيادة والتمويل كانت مفاتيحًا أساسية لنجاح الأسرة في البداية وانحطاطها في نهاية المطاف. تمحور النظام العسكري المبكر حول الألوية الثمانية، وهي مؤسسة هجينة لعبت أيضًا أدوارًا اجتماعية واقتصادية وسياسية. طُور نظام الألوية على أساس غير رسمي منذ عام 1601، وتم تأسيسه رسميًا في عام 1615 من قِبَل زعيم شعب جورشن، نورهس (1559-1626)، وهو المؤسس المعترف به استذكاريًا لسلالة تشينغ. أنشأ ابنه هونغ تاي تشي (1592-1643)، الذي أعاد تسمية شعب جورشن «بالمانشو» وأنشأ ثماني ألوية مغولية لتعكس ألوية المانشو وثماني ألوية «هان-عسكرية»  (漢軍; Hànjūn)مأهولة من قبل الصينيين الذين استسلموا إلى تشينغ قبل أن يبدأ الغزو الكامل للصين في عام 1644. بعد عام 1644، أُدمجت قوات مينغ الصينية التي استسلمت ضمن جيش الأخضر النموذجي، وهو فيلق فاق عدد الألوية في نهاية المطاف بنسبة ثلاثة إلى واحد.
إن استخدام البارود أثناء فترة تشينغ الذهبية مكنهم من منافسة إمبراطوريات البارود الثلاث في غرب آسيا. قاد أمراء المانشو الإمبراطوريون الألوية لهزيمة جيوش مينغ، لكن بعد إقرار السلام الدائم ابتداءً من عام 1683، بدأت الألوية والجيش الأخضر النموذجي بالانحدار. كونهم كانوا محصنين في المدن، لم يكن لدى الجنود سوى فرص قليلة للتدريب العسكري. بيد أن أسرة تشينغ قد استعانت بالعتاد الحربي المتفوق والخدمات اللوجستية للتوسع عميقًا في آسيا الوسطى، وهزمت مغول دزنغر في 1759، واستكملت غزوها لسنجان. وعلى الرغم من فخر الأسرة بالحملات العشر الكبرى للإمبراطور تشيان لونغ (نحو. 1735-1796)، أصبحت جيوش تشينغ قاصرة إلى حد كبير بحلول نهاية القرن الثامن عشر. استغرق الأمر قرابة عشر سنوات وهُدرت أموال طائلة من أجل دحر ثورة اللوتس الأبيض (1795-1804)، وكان ذلك في جزء منه عبر إضفاء الشرعية على الميليشيات التي تقودها نخب الهان الصينية المحلية. اندلع تمرد تايبينغ (1850-1864) -انتفاضة واسعة النطاق بدأت في جنوب الصين- على بعد أميال من بكين في عام 1853. اضطرت سلالة تشينغ إلى السماح لنوابها الحاكمين من الهان الصينين بحشد جيوش إقليمية بقيادة تسنغ غوفن في البداية. هذا النوع الجديد من الجيوش والقيادة هزم المتمردين لكنه أشار لنهاية هيمنة المانشو على المؤسسة العسكرية.
جعلت التكنولوجيا العسكرية للثورة الصناعية الأوروبية من تسليح الصين وقواتها العسكرية تبدو وقد عفا عليها الزمن بسرعة. في عام 1860 استولت القوات البريطانية والفرنسية في حرب الأفيون الثانية على بكين ونهبت القصر الصيفي. حاول البلاط المهزوز تحديث مؤسساته العسكرية والصناعية من خلال شراء التكنولوجيا الأوروبية. ولقد أنشأت حركة التعزيز الذاتي هذه أحواض بناء للسفن (أبرزها ترسانة جيانغنان وترسانة فوتشو) واشتروا الأسلحة الحديثة والسفن الحربية في أوروبا. أضحت قوات تشينغ البحرية الأكبر من نوعها في شرق آسيا. بيد أن التنظيم واللوجستيات كانا غير كافيين، وتدريب الضباط كان قاصرًا، وانتشر الفساد على نطاق واسع. دُمر أسطول بيّانغ فعليًا وهُزمت القوات البرية المحدثة في الحرب الصينية اليابانية الأولى عام 1895. أنشأت سلالة تشينغ الجيش الجديد لكنها عجزت عن منع غزو تحالف الأمم الثمانية للصين لإسقاط ثورة الملاكمين في عام 1900. أدت انتفاضة ووهان بقيادة قوات الجيش الجديد في عام 1911 إلى سقوط السلالة.

## الجيش الجديد
كانت خسارة الحرب الصينية اليابانية الأولى في 1894-1895 نقطة تحول لحكومة تشينغ. كانت اليابان، وهي الدولة التي طالما نظر إليها الصينيون على أنها ليست إلا دولة محدثة النعمة من القراصنة، قد هزمت بشكل قاطع جارتها الأكبر حجمًا، وبذلك قضت على فخر حكومة تشينغ وسعادتها بأسطول بيّانغ المحدث، الذي كان آنذاك يعتبر أقوى قوة بحرية في آسيا. وبذلك أصبحت اليابان أول بلد آسيوي ينضم إلى صفوف القوى الاستعمارية التي كانت حكرًا على الغرب في السابق. وجاءت الهزيمة كصحوة مزعجة لبلاط تشينغ، لا سيما إذا أخذنا بالاعتبار أنها جاءت بعد ثلاثة عقود فقط من استعراش مييجي ووضع اليابان الإقطاعية على مسار محاكاة الدول الغربية في إنجازاتها الاقتصادية والتكنولوجية. وأخيرًا، في ديسمبر 1894، اتخذت حكومة تشينغ خطوات ملموسة لإصلاح المؤسسات العسكرية وإعادة تدريب وحدات مختارة باتباع تدريبات وتكتيكات وأسلحة غربية. سُميت هذه الوحدات مجتمعة بالجيش الجديد. وكان أنجحها جيش بيّانغ تحت الإشراف والسيطرة الشاملين لقائد سابق لجيش هواي، الجنرال يوان شيكاي، الذي استخدم منصبه ليصبح في نهاية المطاف رئيسا لجمهورية الصين وأخيرًا إمبراطور الصين.
أثناء ثورة الملاكمين، نشرت القوات الصينية الإمبراطورية سلاحًا يسمى «ألغام كهربائية» في 15 يونيو، عند نهر بيهو قبل معركة داغو فورتس (1900)، لمنع تحالف الأمم الثمانية الغربي من إرسال السفن للهجوم، هذا حسبما أفادت الاستخبارات العسكرية الأمريكية، قسم الحرب، مكتب مساعد الجنرال، شعبة المعلومات العسكرية. قامت أسرة تشينغ بتحديث مختلف الجيوش الصينية بدرجات مختلفة. على سبيل المثال، أثناء ثورة الملاكمين، على النقيض من المانشو وغيرهم من الجنود الصينيين الذين استخدموا السهام والأقواس، استخدم مسلمو جيش «شجعان كانسو» الأسلحة ملحقين العديد من الهزائم بالجيوش الغربية في ثورة الملاكمين وفي معركة لانغفانغ وفي العديد من الاشتباكات الأخرى في محيط تيانجين. كتبت صحيفة التايمز أن «10 آلاف جندي من القوات الأوروبية قد دُحروا على يد 15 ألف جندي من الصينيين الشجعان». تسببت نيران المدفعية الصينية في سيل متواصل من الخسائر البشرية في صفوف الجنود الغربيين. أثناء أحد الاشتباكات، أُلحقت خسائر فادحة بالفرنسيين واليابانيين، وخسر البريطانيون والروس بعض الجنود. تعلم رجال المدفعية الصينيون أثناء المعركة كيفية استخدام مدفعية كروب الألمانية بدقة، متفوقين على نظرائهم الأوروبيين. وفي أثناء المعركة، سقطت قذائف المدفعية الصينية على الهدف مباشرة في المناطق العسكرية للجيوش الغربية.
واصل القادة العسكريون والجيوش التي تشكلت في أواخر القرن التاسع عشر الهيمنة على السياسة حتى القرن العشرين. أثناء ما كان يسمى بعصر أمراء الحرب (1916-1928) انقلبت جيوش تشينغ الأخيرة على بعضها واقتتلوا فيما بينهم بوجود ساسة عسكريين جدد.